# Banafschā ar-Rūmiyya
Banafschā ar-Rūmiyya (gest. am 27. Dezember 1201) war eine Sklavin und Konkubine des Abbasiden-Kalifen al-Mustadī' (reg. 1170–1180).

## Leben
Banafschā al-Rūmiyya war eine byzantinische Sklavin und Konkubine des Abbasiden-Kalifen al-Mustadī' (1142–1180, reg. 1170–1180). Sie gehörte zu seinem inneren Zirkel und besaß große Autorität und Macht. Berichten zufolge ließ sie ihren Palast in eine Lehranstalt der hanbalitischen Rechtsschule umwandeln, ferner besaß sie eine Stiftung und wird als äußerst großmütige Frau beschrieben. Der Kalif  ließ ihr am Tigris einen neuen Palast bauen, dessen Bau im Jahr 1173/1174 (islam. Jahr 569) vollendet wurde. Ihr Palast wurde später als Banafschā-Palast bekannt.
Sie starb am 27. Dezember 1201 und wurde nach islamischen Ritualen bestattet.

## Rezeption
Der irakisch-abbasidische Historiker Ibn al-Sa'i (1197–1276) erwähnt sie in seinem Werk Die Frauen der Kalifen.